# Шанас
Шана (фр. Chanas) — коммуна во Франции, находится в регионе Рона — Альпы. Департамент коммуны — Изер. Входит в состав кантона Руссийон. Округ коммуны — Вьенн.
Код INSEE коммуны — 38072. Население коммуны на 1999 год составляло 1931 человек. Населённый пункт находится на высоте от 142  до 223  метров над уровнем моря. Муниципалитет расположен на расстоянии около 440 км юго-восточнее Парижа, 50 км южнее Лиона, 75 км западнее Гренобля. Мэр коммуны — M. Jean-Louis Guerry, мандат действует на протяжении 2001—2008 гг.
Динамика населения (INSEE):